# 劉仁軌
劉 仁軌（りゅう じんき、拼音：Liú Rénguĭ、仁寿2年（602年） - 垂拱元年1月22日（685年3月2日）は、中国の唐の軍人。字は正則。汴州尉氏県の出身。

## 略歴
隋の仁寿2年（602年）に生まれる。若い頃は貧しく、学問好きであったという。唐の建国後、武徳年間に息州参軍となり、のち陳倉県尉に転ずる。折衝都尉の魯寧なる者が横暴であったため、これを鞭打って殺害した。太宗に詰問されると、「臣（私）が辱められたために殺しました」と臆せずに答えたことから、かえって太宗に気に入られ、咸陽県丞に任ぜられた。給事中にまで昇るが、ために権臣の李義府に憎まれるようになり、青州刺史に左遷される。
さらに顕慶5年（660年）の遼東征伐において漕運に失敗した罪を着せられ、59歳にして一兵卒に落とされた。この年、蘇定方率いる唐軍が百済の都の泗沘城を攻め、配下の劉仁願が義慈王を捕らえる功績を挙げ、百済を滅亡させる。しかし、龍朔元年（661年）に百済の遺臣鬼室福信らが泗沘城の奪還を試み、守将の劉仁願を包囲した。この際、劉仁軌は自ら志願して検校帯方州刺史を拝して援軍に赴く。
龍朔3年（663年）9月、百済残党を支援する倭（日本）の水軍を白村江で迎撃し、400余隻の軍船を焼き払って大勝する（白村江の戦い）。さらに百済故地の諸城を平定し、屯田を営み庶民を安心させたという。麟徳2年（665年）高宗が泰山で封禅を行った際には、新羅・百済・耽羅・倭4国の首領を率いて参加し、大司憲を拝し、右相兼検校太子左中護に進み、楽城県男に封ぜられた。
総章元年（668年）には熊津道安撫大使兼浿江道総管となり、李勣に従って高句麗を平定。金紫光禄大夫を拝し、太子左庶子同中書門下三品に進んだ。上元元年（674年）には鶏林道大総管に任ぜられ、新羅の文武王を討って（唐・新羅戦争）大勝し、上元2年（675年）には左僕射となって朝政に参画した。光宅元年（684年）、楽城郡公に封ぜられた。垂拱元年（685年）正月、文昌左相同鳳閣鸞台三品として在職中に没した。享年84。諡は文献。死後、開府儀同三司・并州大都督を贈られ、高宗の陵墓である乾陵に陪葬された。
子に劉滔・劉濬があった。

## 伝記史料
- 『旧唐書』巻84 列伝第34「劉仁軌伝」
- 『新唐書』巻108 列伝第33「劉仁軌伝」
- 『資治通鑑』巻200 - 巻203